# Claudia Dell
Pour les articles homonymes, voir Dell (homonymie).

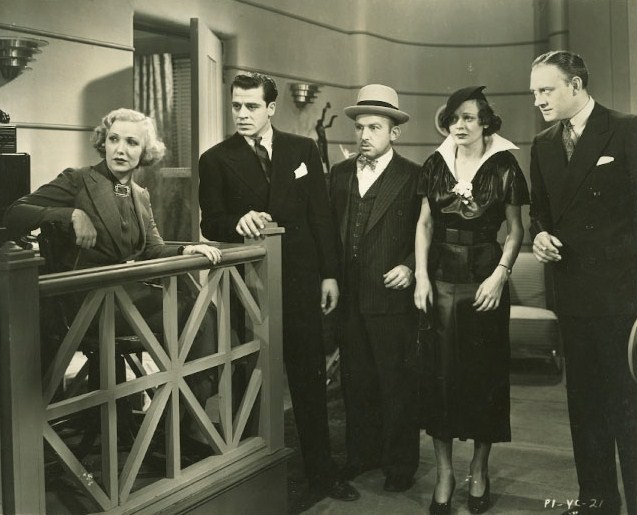
De g. à d. : Claudia Dell, Jack La Rue, Vince Barnett, Eleanor Hunt et Conrad Nagel, dans ' (1936, photo promotionnelle)

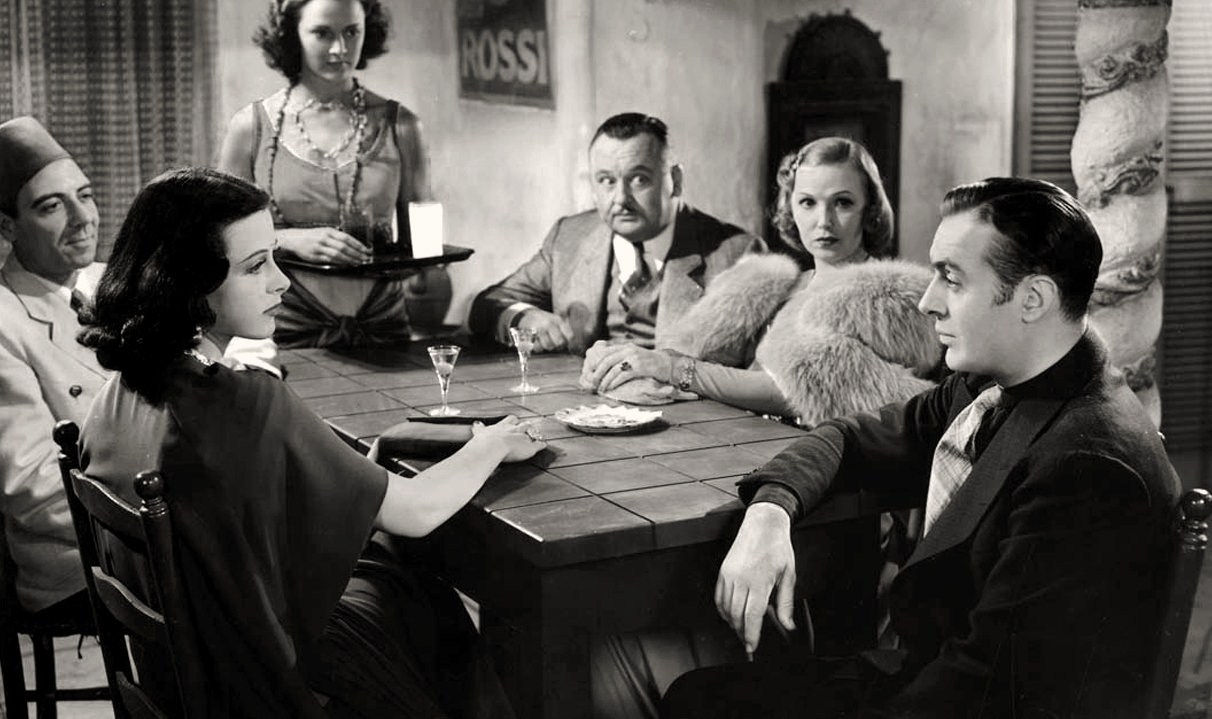
Assis, de g. à d. : Joseph Calleia, Hedy Lamarr, Bert Roach, Claudia Dell et Charles Boyer, dans Casbah (1938)

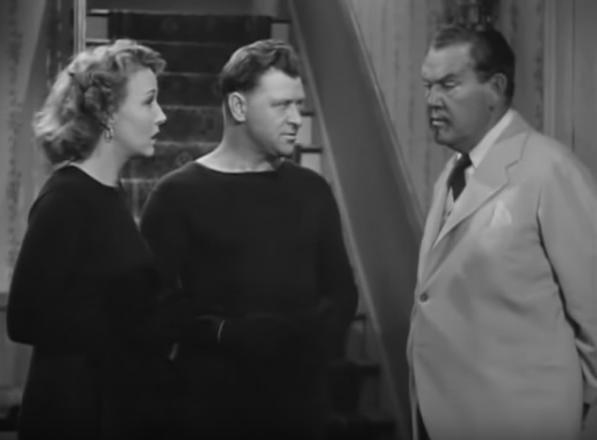
De g. à d. : Claudia Dell, Charles Jordan et Sidney Toler, dans Black Magic (1944)

Claudia Dell Smith — née le 10 janvier 1909 à San Antonio (Texas), morte le 5 septembre 1977 à Los Angeles (Californie) — est une actrice américaine, connue comme Claudia Dell.

## Biographie
Au théâtre, Claudia Dell se produit trois fois à Broadway, dans les revues Gay Paree of 1925 (1925-1926) et Ziegfeld Follies of 1927 (musique d'Irving Berlin, 1927-1928, avec Eddie Cantor et Claire Luce), et enfin dans la comédie musicale Rosalie (en) (musique de George Gershwin et Sigmund Romberg, 1928, avec Marilyn Miller et Frank Morgan).
Puis elle contribue au cinéma à quarante-deux films américains (ou en coproduction) sortis à partir de 1929, dont des westerns de série B, tel Destry Rides Again (en) de Benjamin Stoloff en 1932, avec Tom Mix et Zasu Pitts.
Mentionnons également Sweet Kitty Bellairs d'Alfred E. Green (1930, avec Walter Pidgeon et Ernest Torrence), Fifty Million Frenchmen de Lloyd Bacon (1931, avec Ole Olsen et Chic Johnson), Cléopâtre de Cecil B. DeMille (1934, avec Claudette Colbert et Warren William), ainsi que Casbah de John Cromwell (1938, avec Charles Boyer et Hedy Lamarr).
Son dernier film — de la série cinématographique consacrée à Charlie Chan — est Black Magic de Phil Rosen (avec Sidney Toler et Mantan Moreland), sorti en 1944, après quoi elle se retire définitivement de l'écran (hormis de rares apparitions à la télévision ultérieurement, dans une série en 1952 et quelques émissions).
En 1928, elle fait l'objet de tests pseudo-scientifiques conduits par le psychologue William Moulton Marston sur la différence d'émotivité entre brune et blonde regardant des films d'amour,.

## Théâtre à Broadway (intégrale)
- 1925-1926 : Gay Paree of 1925, revue, musique d'Alfred Goodman, Maurie Rubens et J. Fred Coots, lyrics de Clifford Grey, livret d'Harold Atteridge : Chorus Girl
- 1927-1928 : Ziegfeld Follies of 1927, revue produite par Florenz Ziegfeld et A. L. Erlanger, musique et lyrics d'Irving Berlin, livret d'Harold Atteridge et Eddie Cantor : Ziegfeld Girl
- 1928 : Rosalie, comédie musicale produite par Florenz Ziegfeld, musique de George Gershwin et Sigmund Romberg, lyrics de Pelham Grenville Wodehouse et Ira Gershwin, livret de Guy Bolton et William Anthony McGuire : Rosita

## Filmographie partielle

### Cinéma
- 1930 : Montana Moon de Malcolm St. Clair : l'amie de Froggy
- 1930 : Sweet Kitty Bellairs d'Alfred E. Green : rôle-titre
- 1930 : Big Boy (en) d'Alan Crosland : Annabel
- 1931 : Fifty Million Frenchmen de Lloyd Bacon : Lu Lu Carroll
- 1931 : Sit Tight de Lloyd Bacon : Sally
- 1931 : Les Bijoux volés (The Stolen Jools) de William C. McGann (court métrage) : elle-même
- 1932 : Destry Rides Again de Benjamin Stoloff : Sally Dangerfield
- 1932 : Midnight Lady (The Midnight Lady) de Richard Thorpe : Jean Austin
- 1932 : Hearts of Humanity de Christy Cabanne : Ruth Sneider
- 1934 : The Woman Condemned de Dorothy Davenport : Barbara Hammond
- 1934 : Cléopâtre (Cleopatra) de Cecil B. DeMille : Octavie
- 1935 : Midnight Phantom (en) de Bernard B. Ray : Diana Sullivan
- 1935 : The Lost City (serial)
- 1935 : The Lady in Scarlet de Charles Lamont : Alice Sayre
- 1935 : Trails End d'Albert Herman : Mme Janet Moorehead
- 1936 : Ghost Patrol de Sam Newfield : Natalie Brent
- 1936 : Yellow Cargo (ou Sinful Cargo) de Crane Wilbur : Fay Temple
- 1937 : A Bride for Henry de William Nigh : Helen Van Orden
- 1937 : Boots of Destiny d'Arthur Rosson : Alice Wilson
- 1938 : Casbah (Algiers) de John Cromwell : Marie Bertier
- 1939 : The Mad Empress de Miguel Contreras Torres (film américano-mexicain) : Agnes Salm
- 1943 : Spotlights Scandals de William Beaudine : Betty
- 1944 : Black Magic ou Meeting at Midnight de Phil Rosen : Vera Starkey

### Télévision
- 1952 : Fireside Theatre (en) (série), saison 4, épisode 38 The Rivals de Frank Wisbar : Eve